# 拉夫兰 (科罗拉多州)
拉夫兰（英語：Loveland），是美国科罗拉多州拉里默尔县下属的一座城市。建市于1881年4月30日，面积大约为35.063平方英里（90.812平方公里）。根据2010年美国人口普查，该市有人口66,859人。2011年估计该市有人口68,203人，相比2010年人口增长率为2.01%。同时，论人口该市是科罗拉多州第14大城市。